# Greenpeace
Greenpeace er en international miljøorganisation grundlagt i Canada i 1971 af blandt andre Irving Stowe og Jim Bohlen.
Greenpeace har kontorer i 55 lande over hele verden under Greenpeace International med base i Amsterdam. Organisationen får bidrag fra sine anslåede 3.000.000 økonomiske støtter. Greenpeace er en NGO og modtager derfor ikke penge fra regeringer.
Forløberen for Greenpeace var komiteen "Don't Make A Wave Committee", der i 1970 forsøgte at stoppe amerikanske kernevåbenforsøg på Aleuterne i Alaska. 

## Greenpeace i Norden
Greenpeace Norden blev oprettet i 1999 gennem en sammenslutning af de fire Greenpeace kontorer i Danmark, Sverige, Finland og Norge med ca. 90.000 medlemmer og hovedkontor i Stockholm og afdelingskontorer i København, Oslo og Helsinki. 

## Indsatsområder
Organisationen har fokus på 
- Klima og energi
- Livet i havet
- Farlig kemi
- Bæredygtigt landbrug
- Verdens urskove
- Atomkraft – nej tak
- Nedrustning af atomvåben

## Skibene
Greenpeace har skibe, der rundt om i verden skaber opmærksomhed om organisationen. Det kendteste er nok Rainbow Warrior. Greenpeace har også Arctic Sunrise, Esperanza og Argus.

## Aktionsformer
Indsatsen for at fremme målene er lige så forskellig som målene. Nogle gange bruger organisationen spektakulære aktioner, for at skabe opmærksomhed. Andre gange søger den at samarbejde med vigtige spillere på området for at skabe opmærksomhed om problemer og løsninger: Guide to Greener Electronics rangordner producenter af elektronik. Guiden er anerkendt af flere store elektronikproducenter.

### Sænkning af Rainbow Warrior
Ved sænkningen af Rainbow Warrior i Auckland havn på New Zealand døde den hollandske fotograf Fernando Pereira (10. maj 1950 – 10. juli 1985), da den franske efterretningstjeneste den 10. juli 1985 bombede Greenpeaceskibet Rainbow Warrior i et forsøg på at stoppe Greenpeaces aktioner mod de franske atomprøvesprænginger ved Muoroaøerne i Det sydlige Stillehav.

### Protest imod russisk olieboring i 2013
28 aktivister fra Greenpeace som den 26-årige danske Anne Mie Roer Jensen og to freelance journalister sad varetægtsfængslet efter en aktion i september 2013 i Det Arktiske Ocean, hvor de protesterede imod en russisk olieboring. Efter to måneder blev styrmandseleven Anne Mie Roer Jensen løsladt fra fængslet i Sankt Petersborg, efter at Greenpeace havde betalt en kaution på to millioner rubler, cirka 340.000 kroner.